# Grzegorz Paweł z Brzezin
Grzegorz Paweł z Brzezin, także: Gregorius Paulus Brzezinensis, Paweł Zagrobelny (Zagroblny, Zagrobny; łac. Sagroblini), Brezinius Masovita; mylnie nazywany: Gregorius Pauli (ur. ok. 1525 w Brzezinach, zm. w 1591 w Pińczowie) – pisarz i teolog braci polskich, polemista, jeden z głównych twórców i propagatorów radykalnego nurtu braci polskich; autor pierwszych w historii dzieł teologicznych w języku polskim, które przyczyniły się do rozwoju literackiej polszczyzny.

## Życiorys
Syn Mikołaja, mieszczanina o przezwisku Zagrobelny. Pierwsze nauki pobierał w rodzinnych Brzezinach, w szkole przy kościele św. Krzyża. W latach 1540–1547 odbywał studia na Akademii Krakowskiej, zwieńczone tytułem magistra nauk wyzwolonych. Przez kolejne 2 lata studiował na uniwersytecie w Królewcu filologię i teologię (pod kierunkiem F. Staphilusa), gdzie zetknął się ideami luteranizmu i kalwinizmu. Za jego przyczyną w 1549, po powrocie do Polski, został kierownikiem (rektorem) szkoły przy katolickim kościele św. Marii Magdaleny w Poznaniu. Już na wiosnę 1550 funkcję tę musiał porzucić, prześladowany z powodu wyznawania kalwinizmu. Chcąc nawiązać stosunki z F. Melanchtonem udał się do Wittenbergi. Z początkiem 1551 kierował zborem w rodzinnych Brzezinach, pisząc jednocześnie polskie i łacińskie dziełka polemiczne, jednocześnie korespondując z braćmi czeskimi. Od tego czasu zaczął otwarcie propagować Reformację, a od 1552 odprawiał sporadyczne domowe nabożeństwa ewangelickie w podkrakowskich miejscowościach (Wola Justowska i Chełm) dla mieszkańców Krakowa. W 1554 opuścił Brzeziny, mianowano go wówczas pastorem zboru w Pełsznicy, gdzie objął jednocześnie urząd ministra u Stanisława Lasockiego. W 1556 wraz z S. Sarnickim i J. Sylviusem został mianowany seniorem. W sierpniu 1557 na synodzie w Pińczowie wybrano go pastorem zboru w Krakowie i kaznodzieją krakowskim, a nieco wcześniej gościł u niego F. Lismanin.
Z czasem jego przekonania stawały się coraz bardziej radykalne, bezpośrednio po synodzie pińczowskim (kwiecień 1562) zerwał z kalwinizmem i otwarcie głosił unitarianizm. Wkrótce wraz z J. Blandratą i F. Lismaninem stali się przywódcami tego nurtu. W październiku 1565 podczas dysputy piotrkowskiej zerwano ostatecznie ze zborem małopolskim. Prześladowany, w 1566, musiał uchodzić z Krakowa. W 1569 przybył do Rakowa – głównego ośrodka braci polskich i stał się przywódcą nurtu radykalnego. Pełnił tutaj urząd ministra i m.in. dyskutował z Paleologiem.
W drugiej połowie lat 70. XVI w., troski rodzinne, ubóstwo i osłabienie wzroku były przyczyną długotrwałej absencji Grzegorza od czynnego udziału w pracach gminy rakowskiej. W 1603 roku jako autor trafił do pierwszego polskiego Indeksu Ksiąg Zakazanych powstałego z inicjatywy biskupa Bernarda Maciejowskiego. 

## Poglądy
Głosił idee bliskie późniejszemu socjalizmowi utopijnemu, m.in. wspólnotę dóbr i obowiązek utrzymywania się tylko z własnej pracy. Twierdził, że prawdziwi chrześcijanie, czyli Bracia Polscy, nie potrzebują państwa, które stworzono tylko dla ludzi złych, żeby ich kontrolować i karać. Chociaż podkreślał konieczność podporządkowania się władzom świeckim, to uważał, że bracia polscy nie powinni brać udziału w rządzeniu państwem ani rozstrzygać sporów przed sądami. Był bezwarunkowym pacyfistą (podobnie jak Marcin Czechowic). Ostro zwalczał poglądy Jakuba Paleologa, który popierał koncepcję „sprawiedliwej wojny” w traktacie „Zdanie o wojnie”. Grzegorz Paweł z Brzezin energicznie odparł jego twierdzenia w łacińskim traktacie „Adversus Jacobi Palaeologi de bello sententiam Gregorii Pauli Responsio”.
W sferze religijnej negował nieśmiertelność duszy i twierdził, że nie może ona istnieć poza ciałem. Zaprzeczał istnieniu Trójcy Świętej; Jezus miał być tylko człowiekiem doskonałym, cudownie urodzonym dla zbawienia ludzkości, a po zmartwychwstaniu uczynionym Bogiem przez ludzi z powodu świętości życia. Duch Święty to tylko uosobienie „mocy bożej”.
Jego poglądy były przyczyną w 1567 rozłamu wśród braci polskich: część zaakceptowała unitarianizm, a mniejszość odłączyła się, pozostając przy wierze w boskość i przedwieczność Chrystusa (dyteizm).
W 1568 przetłumaczył na język polski Komentarz do pierwszego rozdziału Ewangelii św. Jana, autorstwa Fausta Socyna.

Dzieła i przekłady
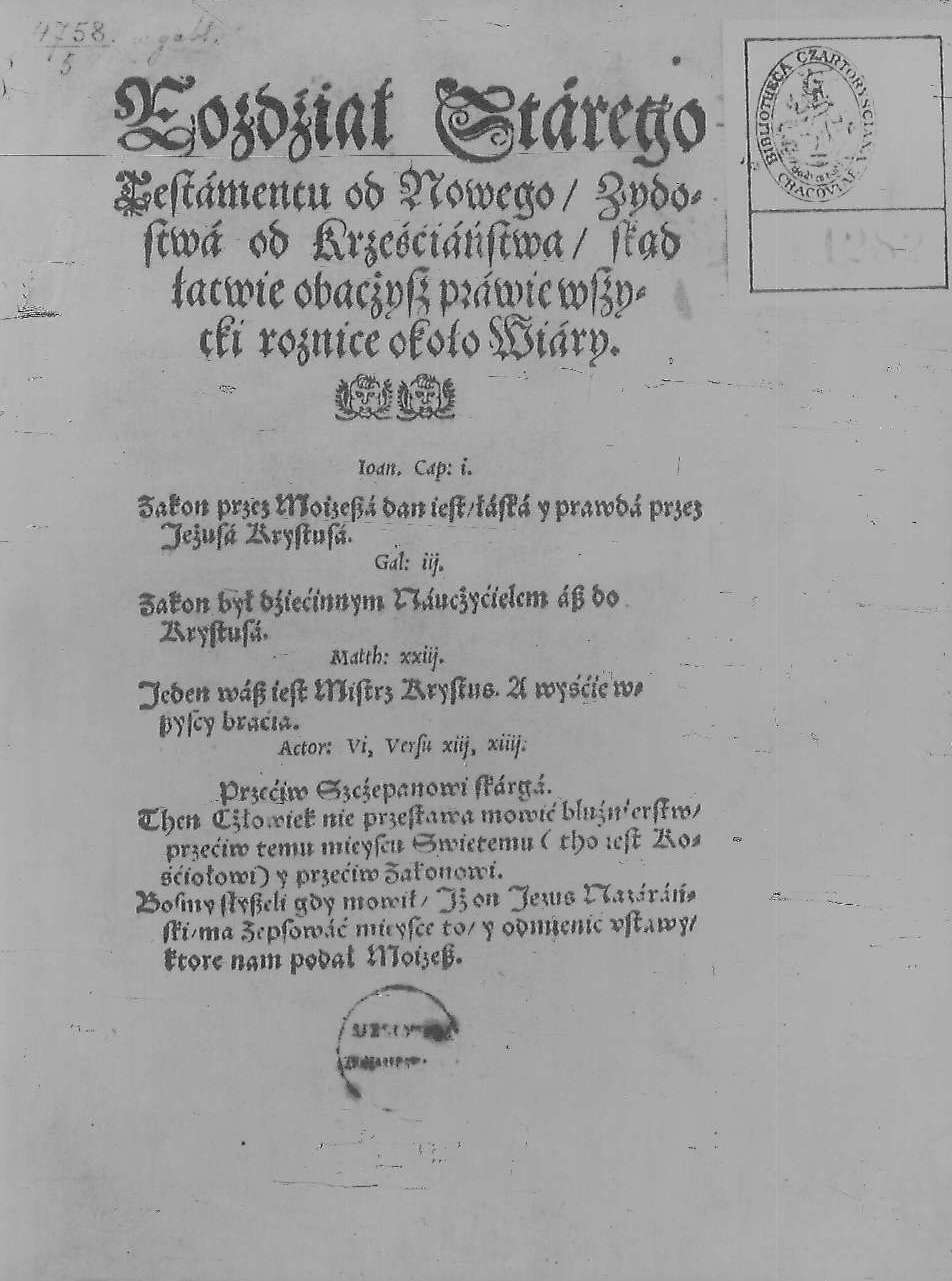
Rozdział Starego Testamentu od Nowego (1568)
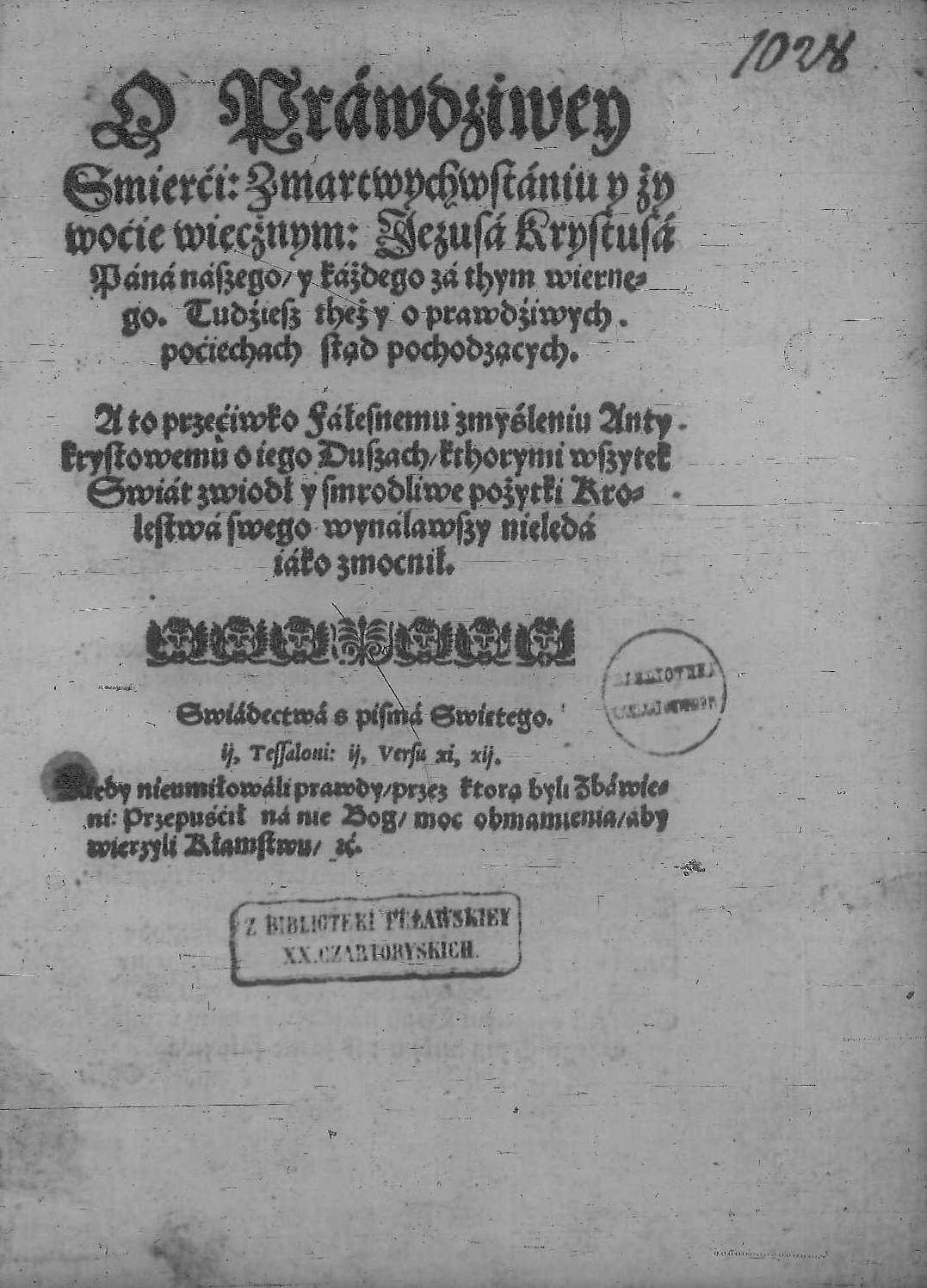
O prawdziwej śmierci, zmartwychwstaniu i żywocie wiecznym Jezusa Krystusa (1568)
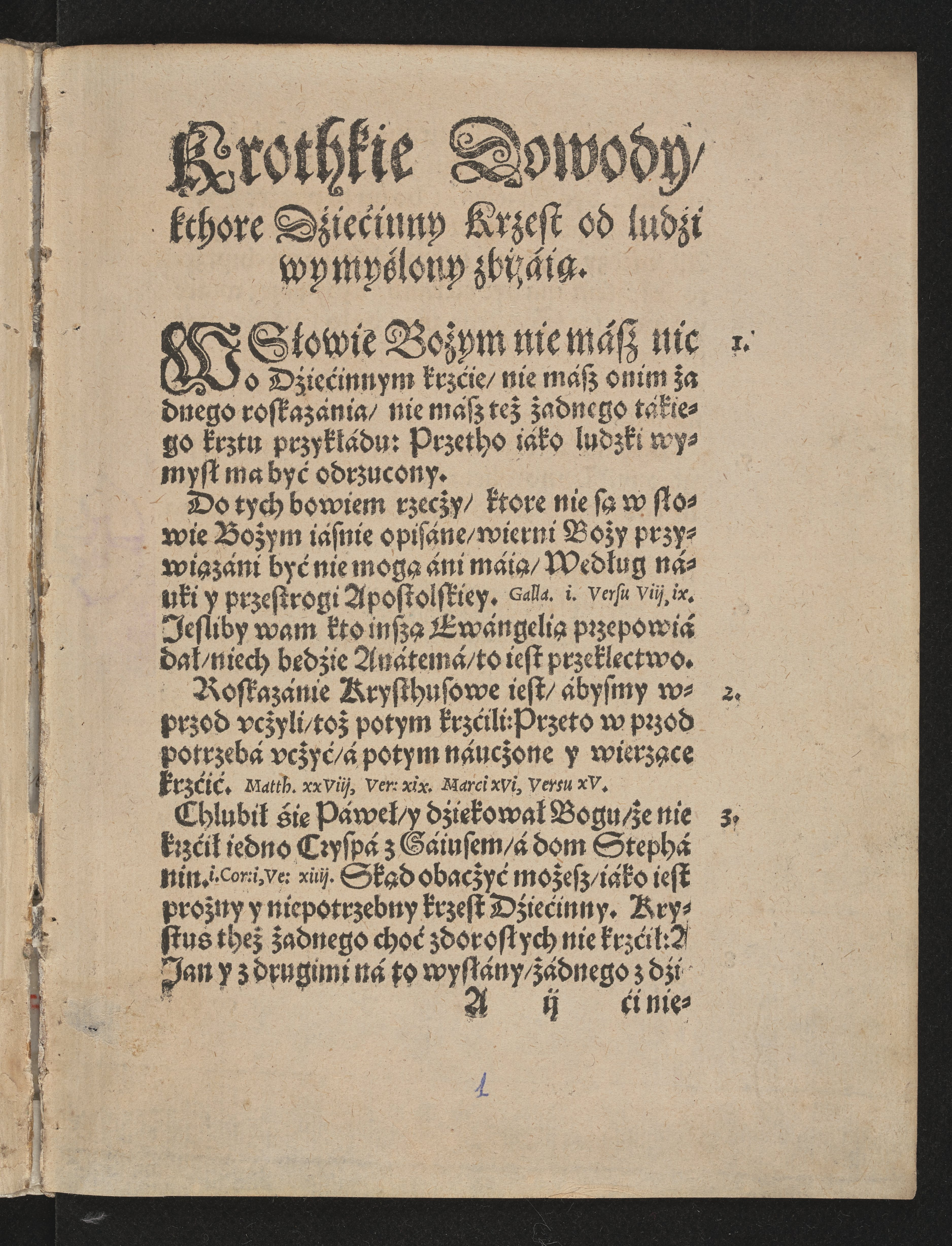
Krótkie dowody które dziecinny krzest od ludzi przeciwnych Bogu wymyślony zbijają (1568)
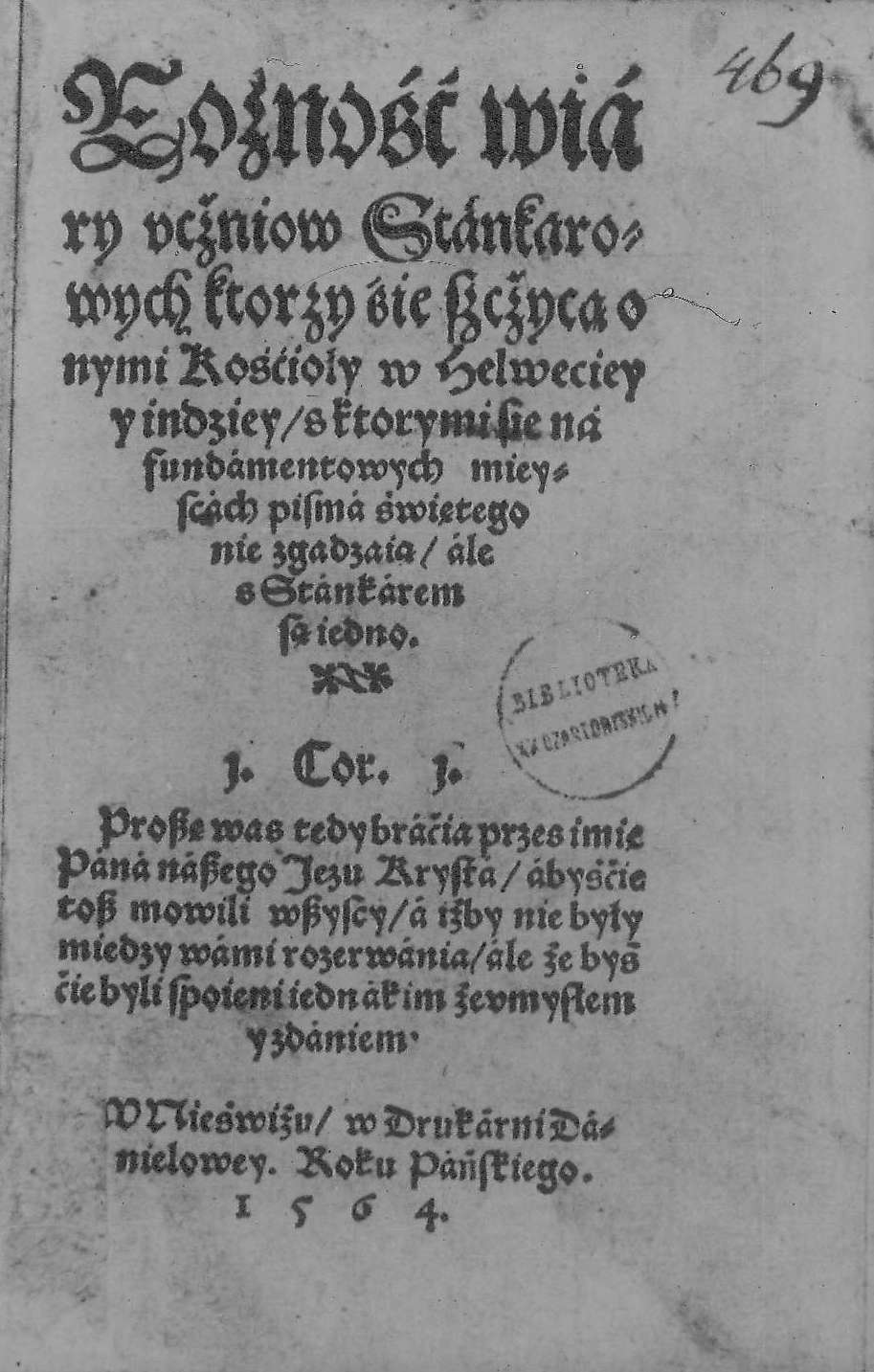
Różność wiary uczniów Stankarowych (1564)
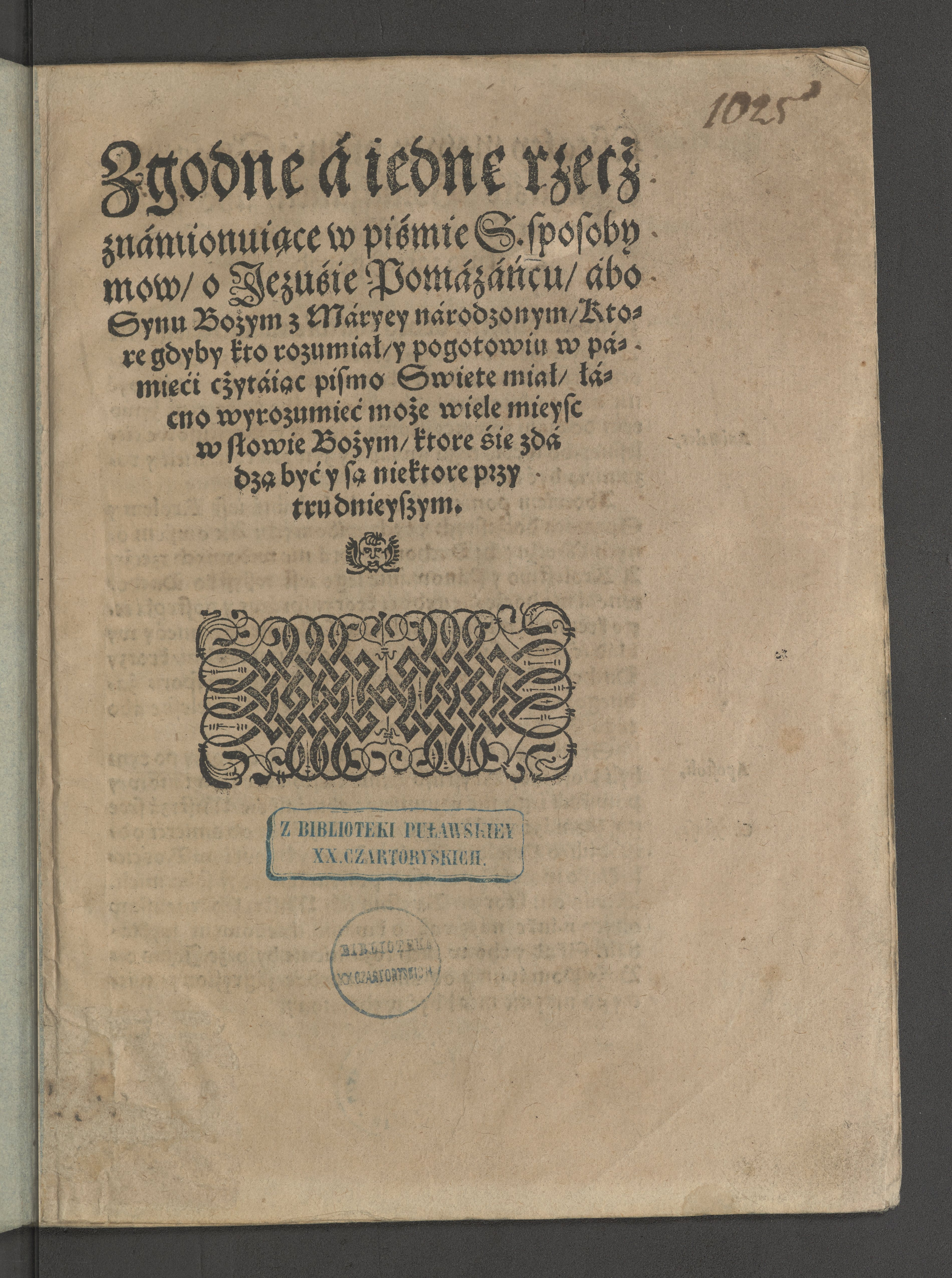
Zgodne a jednę rzecz znamionujące w Piśmie św. sposoby mów o Jezusie pomazańcu (1568)
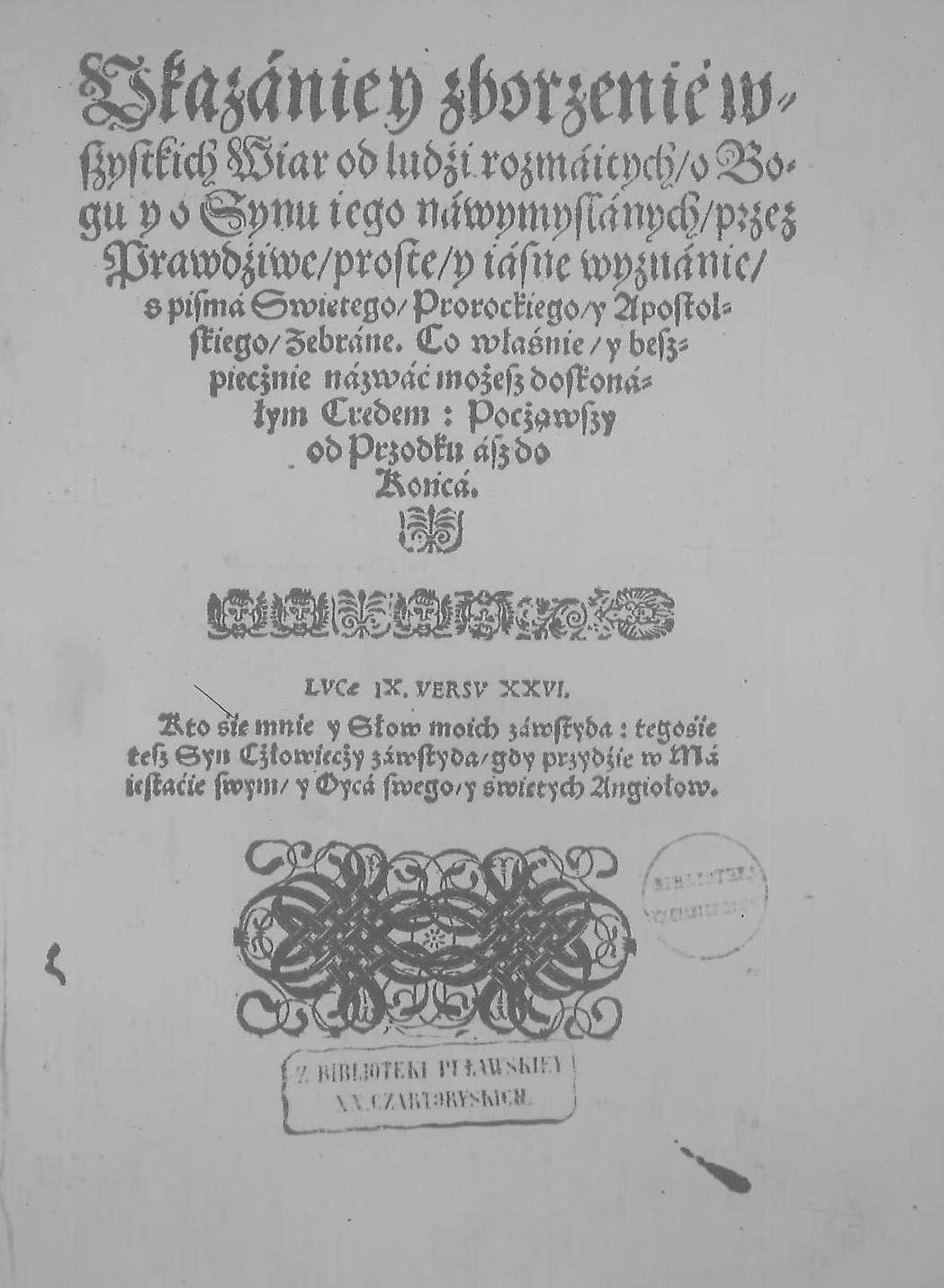
Ukazanie a zborzenie wszystkich wiar od ludzi rozmaitych o Bogu i o Synu (1568)

## Najważniejsze dzieła
- Tabula de Trinitate, Pińczów 1561 lub 1562 (pierwsza unitariańska książka Grzegorza, na rozkaz króla publicznie spalona, jej wydanie spowodowało zakaz druku pism braci polskich w Krakowie)
- Prawdziwej nauki krześciańskiej i jej przeciwnej, fałszywej, antykrystusowej, krótkie opisanie, przed 1563, unikat w Bibliotece Czartoryskich (mocno zdefektowany, ocalały tylko 3 strony)
- Carmen ad Joannem Calvinum et pios fratres, koniec 1563, egzemplarz nieznany (odpis tekstu zachowany w bibliotece brneńskiej)
- Turris Babel, Frankfurt n. Odrą 1563, drukarnia J. Sciurius vel Eichhorn (przekł. polski pt. „Wieża Babel” wyd. w książce O roznicach teraźniejszych...)
- zaginiona broszurka w jęz. polskim o słowach „jeden-jedno”, drukowana ok. 1563
- De Antichristi Deo essentia personato se ipsum expugnante brevis demonstratio, wyd. w Niemczech 1563 lub 1564 (treść dzieła powtórzona po polsku w rozdziale pt. „Wiara apostolska o jednym Bogu Ojcu i o jednym Bożym Synu, o jednym też Duchu Świętym” w książce O roznicach teraźniejszych...)
- Contra Zophistas veram Trinitatem abolentes. Ex verbis Pauli: Unus Deus qui est Pater, przed 1564 (przekł. polski pt. „Przeciwko sofistom burzącym prawdziwą Trójcę ze słów Pawłowych” wyd. w książce O roznicach teraźniejszych...)
- Antidotum contra articulos fidei novae a Sarnicio Varsaviae exhibitos, tamquam a novo papa; seu Antidotum contra Canones decretorum Sarnicki, Nieśwież 1564, drukarnia Daniel z Łęczycy (Przeciwko S. Sarnickiego: O uznawaniu Pana Boga wszechmogącego troje kazanie, Kraków 1564)
- Krótkie wypisanie sprawy, która była o prawdziwym wyznaniu i wierze... w Krakowie i w Pińczowie roku 1563, Nieśwież 1564, drukarnia Daniel z Łęczycy (unikat Biblioteki Czartoryskich)
- O roznicach teraźniejszych, to jest, co o jednym Bogu Ojcu i Synu jednorodzonym i o Duchu świętym prawdziwie, a po prostu wedle Pisma świętego (w którym się tylko Bóg objawił) rozumieć mamy... krótkie pisanie. Roku 1564, prawdopodobnie: Brześć, drukarnia Radziwiłłowska
- O wyznaniu wiary księdza Sarnickiego i jego oderwaniu. List Grzegorza Pawła do Kościołów Helweckich wydany, aby braciej pobożnej więcej nie zwodził, 1564, prawdopodobnie: Brześć, drukarnia Radziwiłłowska (unikat Biblioteka Czartoryskich, sygn. XVI 1551/I)
- Różność wiary uczniów Stankarowych, którzy się szczycą swymi kościoły w Helwecjej i indziej, z którymi sie na fundamentowych miejscach Pisma świętego nie zgadzają, ale ze Stankarem są jedno, Nieśwież 1564, drukarnia Daniel z Łęczycy (egzemplarz Biblioteki Czartoryskich)[2]
- Wykład słów Pawła świętego. Jeden jest Bóg, który jest Ociec, z którego wszystko, i jeden Pan Krystus etc. Skąd wszystkę różnicę zaczętą teraz o Bogu i o Synu Bożym łatwie każdy człowiek bogobojny wyrozumieć i rozsądzić będzie mógł, 1564, prawdopodobnie: Brześć, drukarnia Radziwiłłowska
- De falsa et vera unius Dei Patris, Filii et Spiritus Sancti cognitione libri duo. Authoribus ministris ecclesiarum consentientium in Sarmatia et Transylvania, Alba Juliae 1567 (zbiorowa praca polskich i siedmiogrodzkich ministrów braci polskich, Grzegorz był jednym ze współpracowników i autorem poszczególnych rozdziałów)
- Antyhymn wzgardzonych sług Chrystusa ukrzyżowanego... Roku... 1568 (wierszowana odpowiedź na nieznany bliżej hymn antyariański)
- O prawdziwej śmierci, zmartwychwstaniu i żywocie wiecznym Jezusa Krystusa Pana naszego i każdego za tym wiernego... A to przeciwko fałecznemu zmyśleniu Antykrystowemu o jego duszach, którymi wszytek świat zwiódł i smrodliwe pożytki królestwa swego wynalawszy nie lada jako wzmocnił[3], Kraków 1568, drukarnia A. Rodecki
- Ukazanie a zborzenie wszystkich wiar od ludzi rozmaitych o Bogu i o Synu jego nawymyślanych przez prawdziwe, proste i jasne wyznanie z Pisma Świętego prorockiego i apostolskiego zebrane. Co właśnie i beszpiecznie nazwać możesz doskonałym Credem[4], Kraków 1568, drukarnia A. Rodecki
- Rozdział Starego Testamentu od Nowego, żydostwa od krześcijaństwa, skąd łatwie obaczysz prawie wszytki różnice około wiary[5], Kraków 1568, drukarnia A. Rodecki (unikat Biblioteka Czartoryskich, sygn. XVI 1282/III)
- Wykład miejsc niektórych Pisma Starego i Nowego Testamentu, które Antychryst Bogiem, Trojcą i Chrystusem, przed Jezusem zmyślonym, zatrudnił, gdzie i respons najdziesz na wywody Antichrystusowe o jego Trojcy, Kraków 1568, drukarnia A. Rodecki
- Contra hos qui praeexistentiam Filii Dei propugnabant, wydano ok. 1578 (egzemplarz nieznany, dziełko wymierzone przeciw polskim obrońcom przedwieczości)
- Judicium de invocando Jesu Christo, 1579 (druk zaginiony, napisane z powodu sprawy F. Davidisa w Siedmiogrodzie)
- Adversus Jacobi Palaeologi de bello sententiam responsio, 1580(?), (odpowiedź na pismo J. Paleologa: De bello sententia)
- Tractatus de regno Christi millenario, 1589 (druk nieznany, napisane przeciwko S. Budzińskiemu)

## Ważniejsze przekłady
- Biblia święta, to jest księgi Starego i Nowego Zakonu, Brześć 1563 (Grzegorz był jednym z tłumaczy Biblii brzeskiej)
- J. Blandrata Krótkie dowody, które dziecinny krzest od ludzi przeciwnych Bogu wymyślony zbijają[6], 1568 (przekład rozdz. „Argumenta quibus paedobaptismus impetitur”)
- J. Blandrata Zgodne a jednę rzecz znamionujące w Piśmie św. sposoby mów o Jezusie pomazańcu[7], Kraków 1568, drukarnia A. Rodecki (przekład rozdz. 14 książki)
- M. Servet Okazanie Antychrysta i jego królestwa ze znaków jego własnych w słowie Bożem opisanych, których tu sześćdziesiąt, 1568 (druk zaginiony, tytuł według F. S. Bocka)
- F. Socyn Wykład na pierwszą kapitułę Jana świętego Ewangeliej wedle Pisma świętego Nowego Testamentu, Kraków 1568, drukarnia A. Rodecki (przekład z rękopisu dzieła pt. „Explicatio initii Evang. S. Joannis”)

## Listy i materiały
- Korespondencja z braćmi czeskimi, Janem Czernym i Janem Blahoslavem, 1533 (wyd. T. Wotschke „Gregorius Pauli” w: Zeitschrift f. Brüdergeschichte 1920)
- List do R. Chełmskiego, listopad 1559 (wyd. K. Górski Grzegorz Paweł z Brzezin, Kraków 1929, dodatek s. 284-285)
- List do J. Kalwina, 1 października 1560 (wyd. w: J. Kalwin Opera, t. 18, Brunszwik 1878, s. 209-211)
- List do H. Bullingera, 21 stycznia 1562 (wyd. T. Wotschke „Der Briefwechsel der Schweizer mit den Polen” w: Archiv f. Reformationsgeschichte, Ergänzungsband 3, 1908, s. 148 i odb.)
- Listy do P. Vermiliusa i H. Bullingera, 24 września 1562 (wyd. w: J. Kalwin Opera, t. 19, Brunszwik 1879, s. 540-544)
- Do kalwinów małopolskich, Kraków, 13 sierpnia 1562; do zborów litewskich, Kraków, 2 września 1562 (ogł. J. Domański, L. Szczucki „Miscellanea arianica” w: Arch. Hist. Filozofii i Myśli Społ., t. 6, 1960)
- Fragment listu do M. Albinusa, wrzesień 1562 (wyd. S. Sarnicki Collatio, 1563?, k. D2-D3)
- Do teologów zuryskich (przesłany wraz z egz. Tabula de Trinitate), 17 listopada 1562 (przedruk: K. Górski Grzegorz Paweł z Brzezin, poz. 5, s. 581-583)
- Epistola... monitoria ad Tigurinos ministros et Calvinum, ubi etiam confessionem suam de Deo et Dei filio, tum de Spiritu Sancto edit adversus calumniatores, 20 lipca 1563 (wyd. drukiem w końcu 1563 lub na początku 1564, wysłane do Kalwina i teologów zuryskich wraz z Testimonia virorum piorum...)
- Epistola ad Stanislaum Budzinum super quaestione de magistratu et usu armorum, powst. po 1574 (odpowiedź na list S. Budzińskiego w sprawie urzędu)
- Confessio wiary, wygł. na synodzie w Balicach, 12 sierpnia 1562 (całość ogł. z rękopisu J. Osmólskiego, Biblioteka Narodowa, sygn. IV.3043)
- List kanonika wiślickiego T. Płazy, dotyczący Grzegorza Pawła (rękopis Biblioteka Jagiellońska, nr 28, vol. II, k. 174-175)

- Catechesis et confessio fidei, coetus per Poloniam congregati, in nomine Jesu Christi, Domini nostri crucifixi et resuscitati, 1574, drukarnia A. Rodecki (?) – egzemplarz Biblioteki Jagiellońskiej[a]